# Teregova
Teregova (románul: Teregova), település Romániában, a Bánságban, Krassó-Szörény megyében.

## Fekvése
Karánsebestől délre, az orsovai út jobb oldala közelében fekvő település.

## Története
Teregova nevét 1447-ben említette először oklevél Thwreguba in districtu Myhald néven.
1544-ben Thwrygowa, 1548-ban Thwregowa, 1552-ben Trygowa, 1607-ben Terregova, 1808-ban Teregova néven írták.
1552-ben Trygowa Bánffy Mihály birtoka volt, aki itteni birtokrészét Karánsebesi Sebessy Lajosnak és Flora Ioannak zálogosította el.
1553-ban pedig Kornyáti Bekes László Trygowa beli birtokrészét adta zálogba Tövisi Cservicse Jánosnak.
Teregova település vízválasztóra épült, itt a török időkben kulcsfontosságú szerepet betöltő vár is állt.

Az állomástól délre a vízválasztóban található a "Porta orientalis" nevű alagút. Északra, a karánsebesi országútból Ruszkára elágazó mellékúton belül a Temes jobb partjához közel egykor Gaganis castruma állt.
Itt a castrum közelében 1828-ban útépítés közben, napfényre került egy római korból való katonai elbocsátó oklevél (diploma honestae missionis), mely innen a bécsi császári-királyi régiségtárba került.
A katonai elbocsátó diploma Antoninus Pius idejéből való, a Kr. u. 145-161 szept. 27. közt Calpurnius Agricola, T.-i Claudius Julianus konzulok alatt Dacia Malvensis helyőrségében 25 évig szolgált korosztálybeliek elbocsátását tartalmazza.

## Nevezetességek
- Ókori castrum maradványai
- Alagút (Porta orientalis)